# José Cendón
José Manuel Cendón Docampo (n. Caracas; 2 de agosto de 1974) es un fotógrafo español, nacido en Venezuela, a donde sus padres habían emigrado, que trabaja como freelance. Tras el retorno de sus padres a su Galicia natal, José Cendón creció en Santiago de Compostela. Estudió Económicas, sin finalizarlas y Periodismo (obteniendo su licenciatura en la Universidad Carlos III de Madrid), al tiempo que estudiaba en una academia de cine, antes de trabajar como fotógrafo profesional.
Desde 2002 hasta 2004 trabajó de forma independiente en Colombia, Venezuela, Israel y los territorios palestinos, y en 2004 colaboró durante varios meses para Associated Press en Darfur (Sudán). Desde entonces, trabaja como freelance de manera habitual para la agencia France Presse (AFP) y muchos otros clientes, entre los que se encuentran algunos de los periódicos y revistas más importantes del mundo. Su trabajo en centros de salud mental de la región africana de los Grandes Lagos le hizo ganar tres prestigiosos premios de fotografía: el World Press Photo, el Pictures of the Year y el Leica Oskar Barnack. En 2009 ganó otros dos prestigiosos premios: una mención de honor en el concurso estadounidense Best of Photojournalism y otra en el China International Press Photo, con fotografías de la invasión de la isla de Anjouan, situada en el océano Índico y, por el reportaje titulado  Somalia en el fin del mundo  y publicado en el Magazine de La Vanguardia el 1 de febrero de 2009, con texto y fotografías suyas, se le concedió el Premio Ortega y Gasset, en 2010.
En 2005 tenía su residencia en la capital de Ruanda, Kigali, desde donde realizaba la cobertura fotográfica para AFP de esa zona (Ruanda, Uganda, Burundi y la República Democrática del Congo). En la actualidad reside en Adís Abeba, capital de Etiopía. El 26 de noviembre de 2008 fue secuestrado junto a otro periodista británico, Colin Freeman, en Somalia, en la ciudad de Bosasso, la capital económica de la región de Puntlandia, mientras cubría la información respecto a la piratería en el país. Cendón y Freeman fueron liberados sanos y salvos el 4 de enero de 2009.